# فرانك باوم
فرانك باوم (بالألمانية: Frank Baum)‏ (30 يناير 1956 في ألمانيا - ) هو لاعب كرة قدم ألماني (وحمل سابقاً جنسية ألمانيا الشرقية) في مركز الدفاع، شارك في كرة القدم في الألعاب الأولمبية الصيفية 1980. وشارك مع منتخب ألمانيا الشرقية الأولمبي لكرة القدم ومنتخب ألمانيا الشرقية لكرة القدم. أما مع النوادي، فقد لعب مع ساتشسين لايبزيغ ولوكوموتيف لايبزيغ وChemie Böhlen ‏ وSG LVB Leipzig ‏ وVfB Zwenkau 02 ‏ وBSG Wismut Gera ‏.

## وصلات خارجية
- فرانك باوم على موقع قاعدة بيانات كرة القدم.إي يو (الإنجليزية)
- فرانك باوم على موقع بيانات كرة القدم. دي إي (الألمانية)
- فرانك باوم على موقع ناشيونال فوتبول تيمز (الإنجليزية)
- فرانك باوم على موقع عالم كرة القدم.نت (الإنجليزية)
- فرانك باوم على موقع أوليمبيديا (الإنجليزية)